# Generalstaatsanwaltschaft Köln

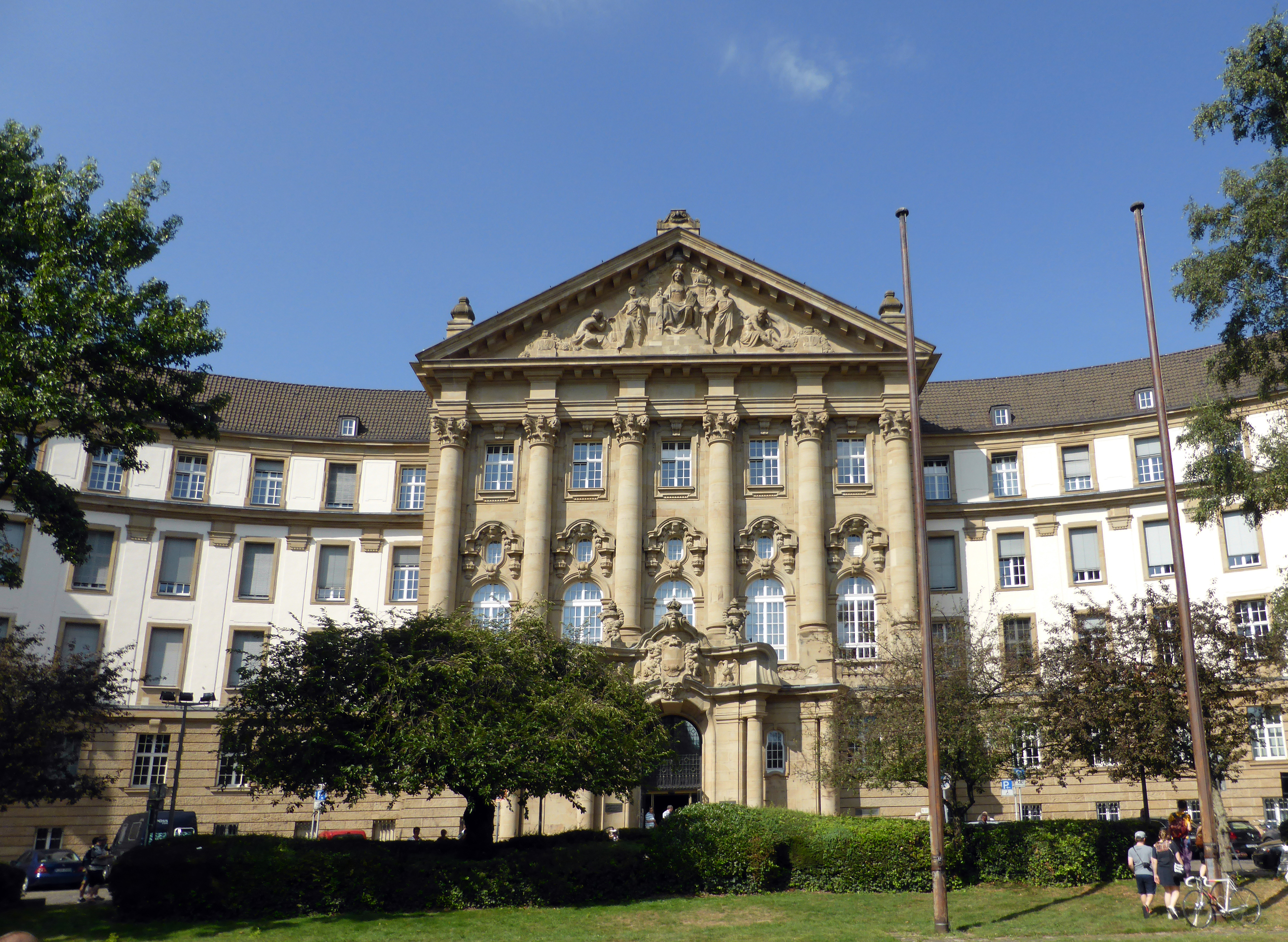
Justizgebäude Reichenspergerplatz, in dem unter anderen die Generalstaatsanwaltschaft Köln untergebracht ist

Die Generalstaatsanwaltschaft Köln ist eine von 24 Generalstaatsanwaltschaften in Deutschland und neben den Generalstaatsanwaltschaften Hamm und Düsseldorf eine von drei im Land Nordrhein-Westfalen. Sie umfasst den Bezirk des Oberlandesgerichts Köln. Die Generalstaatsanwaltschaft übt unter anderem die Dienstaufsicht über die Staatsanwaltschaften Aachen, Bonn und Köln aus.

## Aufgaben
Die Aufgaben der Generalstaatsanwaltschaft werden laut ihrem Geschäftsverteilungsplan durch drei Abteilungen ausgeübt:

### Abteilung I
- Personalsachen Laufbahngruppe 2.2 und Justizbeschäftigte vergleichbarer Tarifgruppen
- Personalsachen Laufbahngruppe 2.1 der Generalstaatsanwaltschaft
- Gesetzgebungs- und Grundsatzfragen im Personalvertretungsrecht, betreffend Wirtschafts- und Korruptionsstrafverfahren
- Staatsschutzsachen, Strafsachen mit politischem/fremdenfeindlichen Hintergrund und Terrorismusangelegenheiten
- Immunitätsangelegenheiten
- EU-Angelegenheiten
- Haushaltsangelegenheiten sowie Personalausgabenbudgetierung und -berechnung
- Bau- und Liegenschaftsangelegenheiten
- Korruptions- und Wirtschaftskriminalität
- Verfahren nach der Bundesrechtsanwaltsordnung
- Dienstaufsichtssachen
- Disziplinarsachen

### Abteilung II
- Innenrevision
- Fortbildungsangelegenheiten
- Gesetzgebungs- und Grundsatzfragen betreffend materielles Straf- und Ordnungswidrigkeitenrecht, Strafprozessordnung, Gerichtsverfassungsgesetz, Jugendgerichtsgesetz, Umweltsachen, Organisierte Kriminalität und Geldwäsche
- Dienstunfall- und Amtspflichthaftungssachen
- Umweltkriminalität
- Vertretung in Zivilsachen
- Maßregelvollzugssachen
- Schifffahrtssachen
- Datenschutzrecht
- Presse- und Öffentlichkeitsarbeit

### Abteilung III
- Personalsachen der Amtsanwälte und der Laufbahngruppe 2.1 – ausgenommen der Generalstaatsanwaltschaft
- Gesetzgebungs- und Grundsatzfragen in Opferschutzangelegenheiten
- Verwaltungsrechts- und Strafrechtsentschädigungsangelegenheiten
- Rechtshilfeangelegenheiten
- Strafvollstreckungs- und Gnadensachen
- Berichtssachen gegen Justizangehörige und Notare
- Internet- und Kommunikationskriminalität, ZAC NRW
- IT-Angelegenheiten

## Leiter
- Otto Rust (1916–1928; Titel des Generalstaatsanwalts erst 1920 eingeführt)
- Jürgen Kapischke (bis 2013)
- Elisabeth Auchter-Mainz (2013–2017)[3]
- Thomas Harden (seit 2017)